# Polsko Pădarevo, Sliven
Polsko Pădarevo (în bulgară Полско Пъдарево) este un sat în comuna Nova Zagora, regiunea Sliven,  Bulgaria. 

## Demografie
Componența etnică a satului Polsko Pădarevo
     Turci (7,59%)
     Bulgari (62,56%)
     Romi (3,14%)
     Nicio identificare (26,7%)
La recensământul din 2011, populația satului Polsko Pădarevo era de 382 locuitori. Din punct de vedere etnic, majoritatea locuitorilor (62,56%) erau bulgari, existând și minorități de turci (7,59%) și romi (3,14%). Pentru 26,7% din locuitori nu este cunoscută apartenența etnică.